# 颶風海倫妮及米爾頓的陰謀論和錯誤信息
颶風海倫妮及米爾頓的陰謀論和錯誤信息指的是颶風海倫妮及颶風米爾頓在襲擊美國東岸後產生的一系列陰謀論和錯誤信息。由於兩次颶風災情的發生臨近2024年美國總統選舉，因此是次災情成為大量陰謀論和錯誤資訊傳播的溫床，其中更出現特朗普支持者誤信謠言而持槍威脅救災人員的情況。一些人使用人工智慧 (AI) 生成的逃離災難兒童偽造照片及舊剪輯或電腦生成 (CGI) 影片來誇大災情，X平台的擁有者馬斯克在當中被指控沒有盡審查的責任，擴大了未經證實傳聞和仇恨言論的傳播。

## 災情發生後的陰謀論和錯誤信息

### 關於救災的錯誤信息
- 共和黨總統候選人特朗普及其競選團隊在風災發生後一直批評拜登消極救災，聲稱拜登政府從未向災民提供協助，以及沒有嘗試使用任何直升機拯救災民和提供援助[4][5]。事實上，拜登政府在短時間內就立即派出了超過3500名聯邦人員支援受災地區 [6]，到10月初支援各州的聯邦人員已達8000名。同時各州國民警衛隊也被拜登授權參與救援，僅以北卡羅來納州為例，他們在風災發生的短短數天內進行了 1,400 多次救援，並運送了超過 70 萬磅的物資[7]，其中又以直升機進行了146次飛行任務，拯救超過538名災民和150隻寵物[8]。在資金調撥上，拜登政府為應對颶風海倫妮提供了超過9.11 億美元，其中包括為美國東岸六州受影響的社區和個人提供的5.81 億美元援助，以及超過3.3 億美元的公共援助費用，目前已有415900名災民受惠。而受颶風米爾頓影響的災民上，FEMA 已批准了超過 6.2 億美元，當中包括為個人和受影響社區提供的 1,600 萬美元援助以及超過 6.04 億美元的公共援助。美國農業部也宣布提供額外援助，為美國東岸六州受影響的農民提供超過 2.33億美元的援助[9]。

- 特朗普聲稱喬·拜登在這次應對災情受到各州的普遍負評，民主黨政府故意忽視共和黨控制州份的救援等[10]。事實上，跨黨派州長都讚揚聯邦政府在風災中的援助及時而積極，當中包括共和黨的喬治亞州州長布萊恩·肯普[11]、維珍尼亞州州長格倫·楊金、南卡羅來納州州長亨利·麥克馬斯特、田納西州州長比爾·李，民主黨的北卡羅來納州州長羅伊·庫珀等。[12]

- 特朗普在競選集會中發佈大量錯誤資訊，例如指控時任總統喬·拜登拒絕接受喬治亞州州長布萊恩·肯普的電話而企圖在災情上袖手旁觀，但事後被布萊恩·肯普證明為偽。[13]

### 關於FEMA的錯誤信息
- 特朗普又聲稱拜登政府挪用了聯邦緊急事務管理署(FEMA)的資源去安置非法移民[14]。事實上，該款項是共和黨控制的國會在2024財年撥出的專項撥款，FEMA在當中只是負責接收撥款和執行的機構，相關資金并不涉及FEMA原來的「救災基金」（Disaster Relief Fund)，美國國會日前也通過短期支出法案，提供額外200億元於救災基金運用。[15]

- 特朗普又批評拜登政府僅僅向災民提供750美元的援助，一些親共和黨的媒體甚至散播該750美元援助是需要償還的貸款[16]。事實上，該750美元是聯邦政府在2024年3月新設立的「迫切需要援助」(Serious Needs Assistance)，該援助是對災民必需品的一次性付款(one-time payment)，FEMA發言人強調這只是災民得到的第一部分資金援助，而且災民有資格額外向聯邦政府申請最高金額為42,500美元的家庭維修援助。[17][18]

- 有社交媒體發佈虛假資訊，貼文錯誤聲稱民眾捐贈的金錢和物資被FEMA沒收挪用。事實上，FEMA從未挪用和沒收相關的捐款，以北卡羅來納州為例，當地經銷商Boyd Chevrolet是民眾捐款的中轉站，負責人萊斯•博伊德表示從未聽過或發生過這種事，民眾的捐款在接受後皆被有效地送到災民手上，當地負責運送物資的志願者司機組織證明這一說法[19]。同時，共和黨籍的田納西州州長比爾·李也指出了民眾捐款被沒收是謠言，并懷疑相關虛假資訊來自外國，目的是為了混淆當地正在發生的事情。[20]

- 保守派媒體網站「Live From America TV」的主持人傑里米·赫雷爾(Jeremy Herrell) 錯誤聲稱FEMA的援助審查將會沒收災民的財產和土地所有權，該錯誤信息在各個社交平台上傳播[21]。事實上，FEMA派出檢查員僅僅是為了核實災民房屋的損壞程度，以便確認災民能有資格獲得哪種災難援助，該機構也沒有法定權力進行所謂沒收的工作[22][23]。美國國土安全部長亞歷杭德羅·馬約爾卡斯公開批評此等陰謀論導致部份災民不敢向政府人員求助，阻礙救災。[24]

### 關於風災形成的陰謀論
- 共和黨眾議員瑪喬麗·泰勒·格林聲稱風災是由民主黨政府使用氣象武器造成的，該陰謀論受到聯邦政府、氣象學家和部份共和黨人士的強烈批評。[25][26]

## 各方反應

### 聯邦政府
時任總統喬·拜登譴責相關言論是「不美國的」、「魯莽、不負責任和無情」，并指出相關信息「破壞人們對救援和恢復工作的信心」。
時任聯邦緊急事務管理署署長迪安·克里斯韋爾對記者表示，特朗普發佈的錯誤訊息「絕對是我見過的最糟糕的」，她擔心這些虛假聲明可能會阻止人們在災難發生後獲得他們需要的和有資格獲得的幫助。

### 民主黨人士
眾議院民主黨黨團認為「社交平台上廣泛傳播的謊言、詐騙和陰謀論損害了(救災機構)有效工作的能力，並將美國人的生命和安全置於危險之中」，大量民主黨人聯署呼籲主要科技公司的領導人採取更多措施，以打擊網路上有關災情的錯誤訊息和陰謀論橫行。

### 共和黨人士
2012年美國總統選舉候選人、猶他州聯邦參議員米特·羅姆尼也抨擊了特朗普散佈針對FEMA的虛假信息，羅姆尼指出「他只是一直在散佈一些連中國人都會發笑的虛假信息而已」。
佛羅里達州聯邦眾議員安娜·保利娜·盧納儘管是國會最保守的議員之一，但她同樣讚揚了總統喬·拜登應對風災的反應，她聲稱親自接到拜登討論災情善後的電話，她指出「我過去顯然對拜登總統充滿批評，但他正確地介入並掌控局面為災民提供幫助，這確實讓我感到震驚」。
佛羅里達州聯邦眾議員卡洛斯·希梅內斯雖然沒有指名道姓批評瑪喬麗·泰勒·格林散播陰謀論，但他公開指出「人類無法製造或控制颶風，任何認為自己可以的人都需要檢查一下自己的腦袋」。
北卡羅萊納州聯邦參議員湯姆·蒂利斯也駁斥了特朗普煽動的虛假信息，他認為目前必須專注於救援行動、恢復行動、清理行動，而不是被這些不必要的東西干擾。
北卡羅來納州聯邦眾議員查克·愛德華茲反駁了特朗普和其他人對拜登政府處理這場災難的批評，并聲稱相關虛假信息和謊言是「令人髮指的」，批評相關謊言實際上阻礙了各地區的救援工作。
北卡羅來納州州參議員凱文·科爾賓譴責了陰謀論和錯誤信息，并在其臉書上發文「請幫忙阻止這些垃圾。這只會分散人們努力完成工作的注意力」。
田納西州諾克斯郡郡長肯恩也發文譴責了針對FEMA的懷疑和虛假信息，他要求「停止傳播這些謠言，因為它們會對應對工作產生反作用」。

### 社會團體
美國紅十字會在其新聞稿中對幾個錯誤信息進行澄清，當中又強調「災難發生後，錯誤訊息可能會迅速傳播并在努力恢復的社區中造成混亂和不信任。許多受影響的人已經不確定到哪裡尋求幫助，而這種不準確的說法只會增加這種不確定性」，因此美國紅十字會呼籲人們在網路上分享內容和信息時務必深思熟慮。